# Simbolismo religioso
Simbolismo religioso é o uso de símbolos, incluindo arquétipos, atos, trabalhos artísticos, eventos, ou fenómenos naturais, por uma religião. 
As religiões englobam textos religiosos, rituais, e obras de arte como símbolos de ideias convincentes ou ideais. Os símbolos ajudam a criar um corpo que exprime os  valores morais da sociedade, os ensinamentos, criando um sentimento de solidariedade entre os seguidores religiosos, ou funcionando como uma forma de trazer um adepto mais perto de seu deus ou deuses.
O estudo do simbolismo religioso é ou Universalista, como uma componente da religião comparada e mitologia, ou localizadas no âmbito de aplicação, dentro dos limites e fronteiras de uma religião.

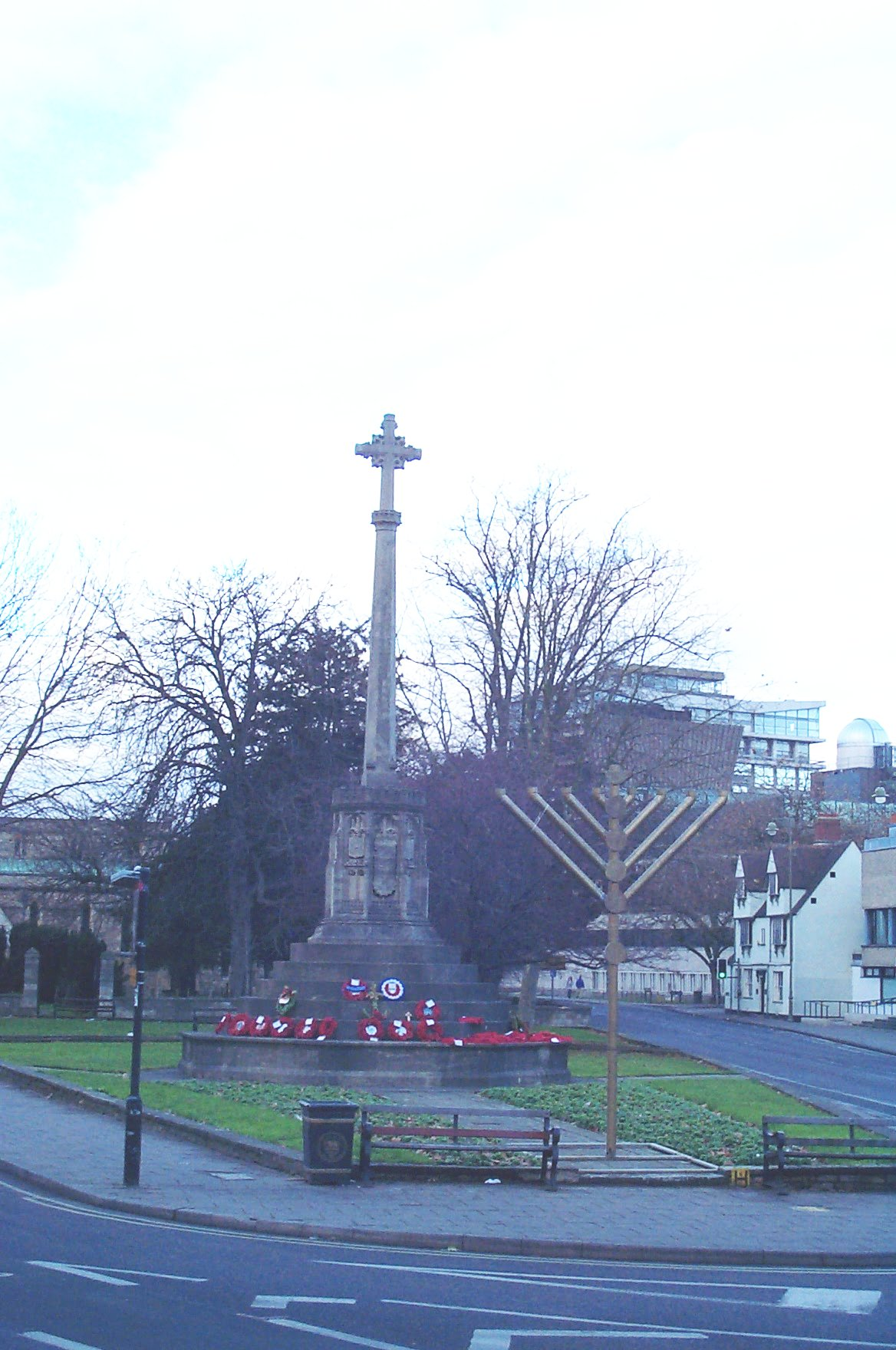
A cruz do Memorial de guerra e um Menorah para Hanukkah coexistem em Oxford.

| Religião ou filosofia                                                          | Nome                                                   | Símbolo |
| ------------------------------------------------------------------------------ | ------------------------------------------------------ | ------- |
| Ayyavazhi                                                                      | Lotus transportando Namam                              |         |
| Fé Bahá'í                                                                      | Estrela de Nove Pontas                                 |         |
| Budismo                                                                        | Roda do Darma                                          |         |
| Budismo                                                                        | Flor de Lotus                                          |         |
| Cristianismo                                                                   | Ichthys (peixe)                                        |         |
| Cristianismo                                                                   | Cruz cristã                                            |         |
| Cristianismo                                                                   | Cruz patriarcal                                        |         |
| Religiões étnicas, Reconstrucionismo politeísta Paganismo, Neopaganismo, Wicca | Mãos de Deus                                           |         |
| Religiões étnicas, Reconstrucionismo politeísta Paganismo, Neopaganismo, Wicca | Mjölnir (Thor's Hammer)                                |         |
| Religiões étnicas, Reconstrucionismo politeísta Paganismo, Neopaganismo, Wicca | Pentagrama                                             |         |
| Religiões étnicas, Reconstrucionismo politeísta Paganismo, Neopaganismo, Wicca | Sun cross                                              |         |
| Gnosticismo                                                                    | Sun cross (também um símbolo do neopaganismo)          |         |
| Gnosticismo                                                                    | Ouroboros (também um símbolo da Alquimia e Hermetismo) |         |
| Humanismo                                                                      | Happy Human                                            |         |
| Hinduísmo                                                                      | Omkar (Aum)                                            |         |
| Hinduísmo                                                                      | Lotus Flower                                           |         |
| Hinduísmo                                                                      | Swastika                                               |         |
| Islão                                                                          | Kalima/Shahadah                                        |         |
| Islão                                                                          | Nome de Allah                                          |         |
| Islão                                                                          | Estrela e Crescente (Otomano símbolo)                  |         |
| Islão                                                                          | Rub el Hizb                                            |         |
| Jainismo                                                                       | Swastika                                               |         |
| Judaismo                                                                       | Estrela de David                                       |         |
| Judaismo                                                                       | Menorah                                                |         |
| Satanismo LaVey                                                                | Sigil of Baphomet                                      |         |
| Neopaganismo eslavo                                                            | Mãos de Deus                                           |         |
| Sikhismo                                                                       | Khanda                                                 |         |
| Sikhismo                                                                       | Ek Onkar                                               |         |
| Xintoísmo                                                                      | Torii                                                  |         |
| Southeastern Ceremonial Complex                                                | Solar cross                                            |         |
| Taoismo (Daoismo)                                                              | Yin e yang (Taiji)                                     |         |
| Thelema                                                                        | Unicursal hexagrama                                    |         |
| Sufismo Universal (Sufismo)                                                    | "Tughra Inayati"                                       |         |
| Unitário-Universalismo                                                         | Flaming chalice                                        |         |
| Zoroastrismo                                                                   | Faravahar                                              |         |